# Ljubljanska Drama
Le Ljubljanska Drama est une salle de théâtre située à Ljubljana en Slovénie. Elle abrite le SNG Drama Ljubljana.

## Histoire
Il s'agit d'un bâtiment art nouveau qui abritait à l'origine le théâtre allemand de la ville (allemand : Deutsches Theater) : l’édifice fut construit entre 1909 et 1911, selon les plans de l’architecte viennois Alexander Graf (de) qui projeta plusieurs théâtres pour la communauté allemande de Tchéquie. Le théâtre de Ljubljana est la copie du théâtre que Graf édifia à Ústí nad Labem.

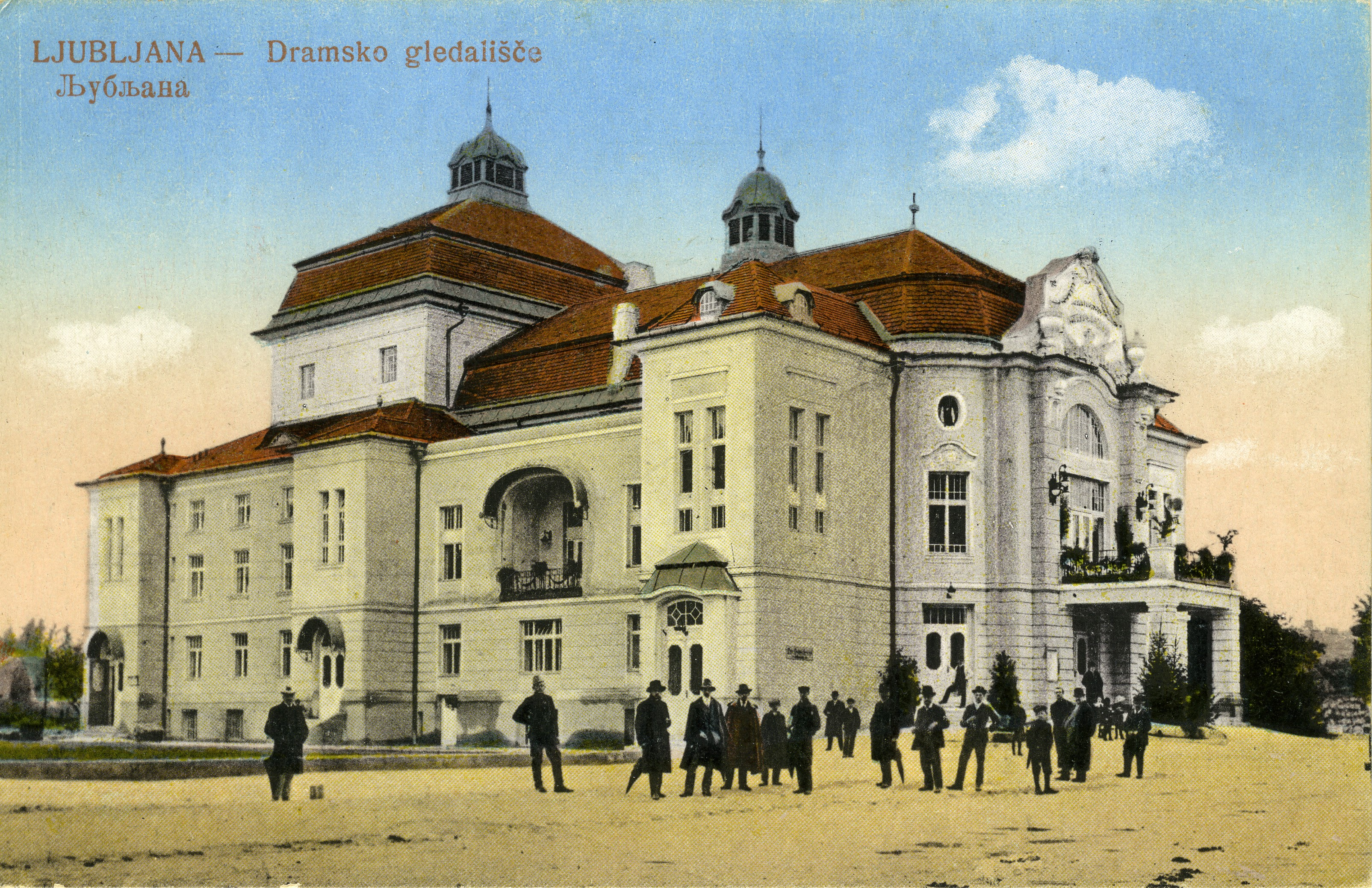
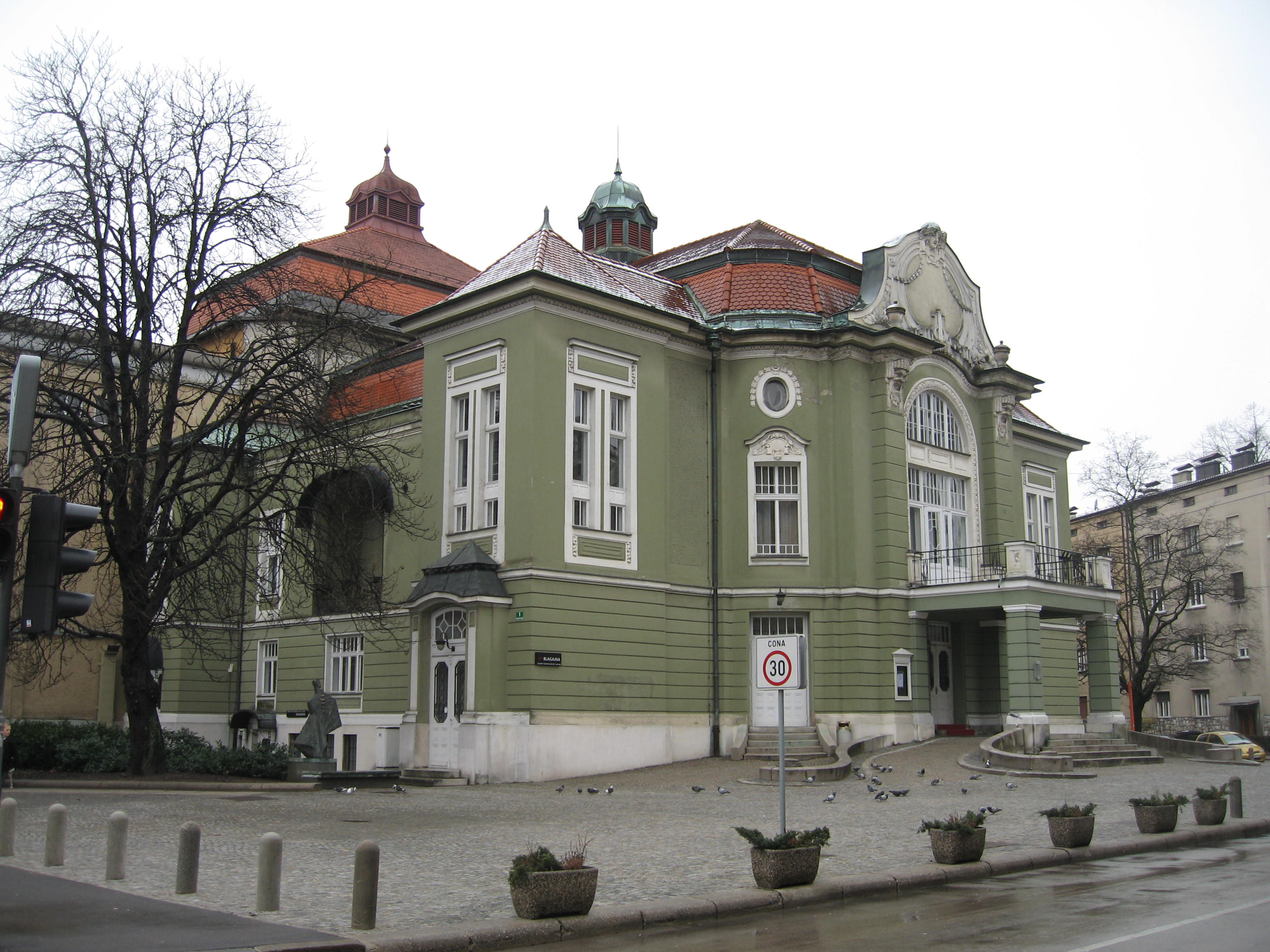
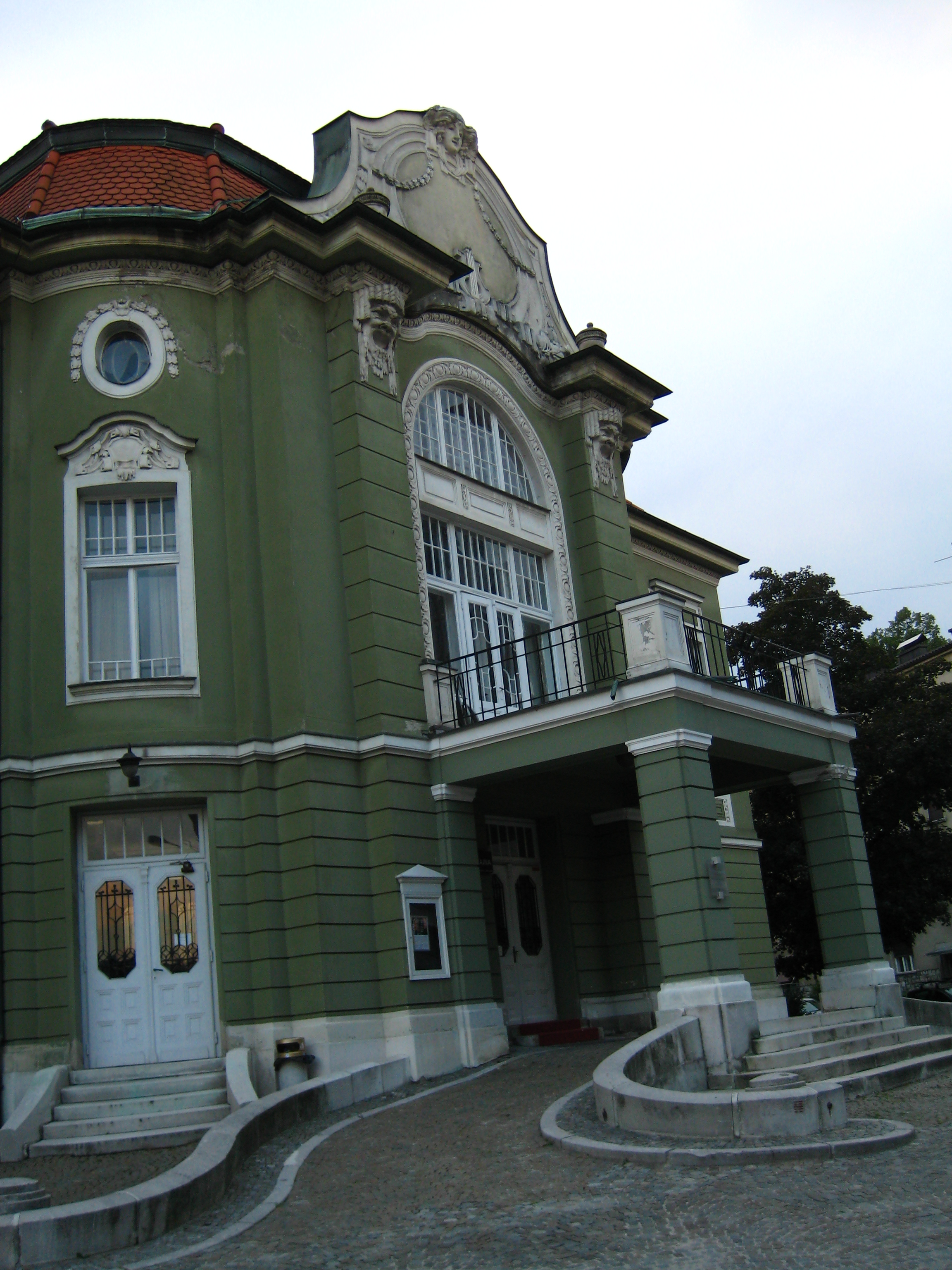